# Villa Mantero
Villa Mantero é um município da província de Entre Ríos, na Argentina.